# رورونی کنشین
روروئونی کنشین (به ژاپنی: るろうに剣心 明治剣客浪漫譚 Rurō ni Kenshin Meiji Kenkaku Romantan، به انگلیسی: Rurouni Kenshin) مجموعه مانگای ژاپنی که توسط نوبوهیرو واستوکی نوشته و مصورسازی شده است. از روی این مجموعه یک فیلم سینمایی و مجموعه تلویزیونی انیمه‌ای ۹۵ قسمتی نیز اقتباس شده است. نسخه سینمایی و اووی‌ای مجموعه بعضاً به نام سامورائی ایکس نیز شناخته می‌شود.

## داستان
در دوران خشونت‌آمیزی که با عنوان باکوماتسو شناخته می‌شد، یک قاتل ایشین که فقط با نام هیتوکیری باتوسای شناخته می‌شد، مهارت و خشونتش به مانند افسانه‌ای در عصر بازگرداندی شده بود که او نیز نقش بسزایی در پیروزی انقلابیون داشت. با نزدیک شدن به اتمام زمان جنگ، بدون اینکه هیچ رد پایی از خود به جای بگذارد ناپدید شد، و یازده سال بعد فقط به عنوان یک شمشیرزن سرگردان با نام «هیمورا کنشین» به پا خاست. او به مکان‌های مختلفی مهاجرت می‌کند تا به منظور جبران و کفاره‌ای برای کشتار و گناهانی که در گذشته مرتکب شده باشد و بتواند از مردم عادی محافظت کند. هنگامی که در یازدهمین سال دوره میجی به شهر توکیو می‌رسد، پس از پیروزی در مبارزه‌ای علیه یک باتوسای جعلی، در باشگاه کنجوتسویی که توسط دختری بی‌اعصاب به نام کامیا کائوری اداره می‌شد، اقامت می‌کند و در آنجا با بسیاری از دوستان جدیدی برخورد می‌کند. اما چیزی نمی‌گذرد که عهدی که بسته بود یکبار دیگر مورد آزمایش قرار می‌گیرد و سایه گذشته او بازمی‌گردد تا خودش و تمام کسانی که برایش عزیز هستند را درگیر کند.

## اُوی‌اِی
در سال ۱۹۹۹ اُوی‌اِی چهار قسمتی به نام «سامورائی ایکس: اعتماد و خیانت» تولید شد، که جز بهترین انیمه‌های اُوی‌اِی ساخته شده تاکنون شناخته می‌شود و در رده‌بندی وبگاه انیمه نیوز نتورک در رتبه اول قرار داشت.